# Dankó József Károly

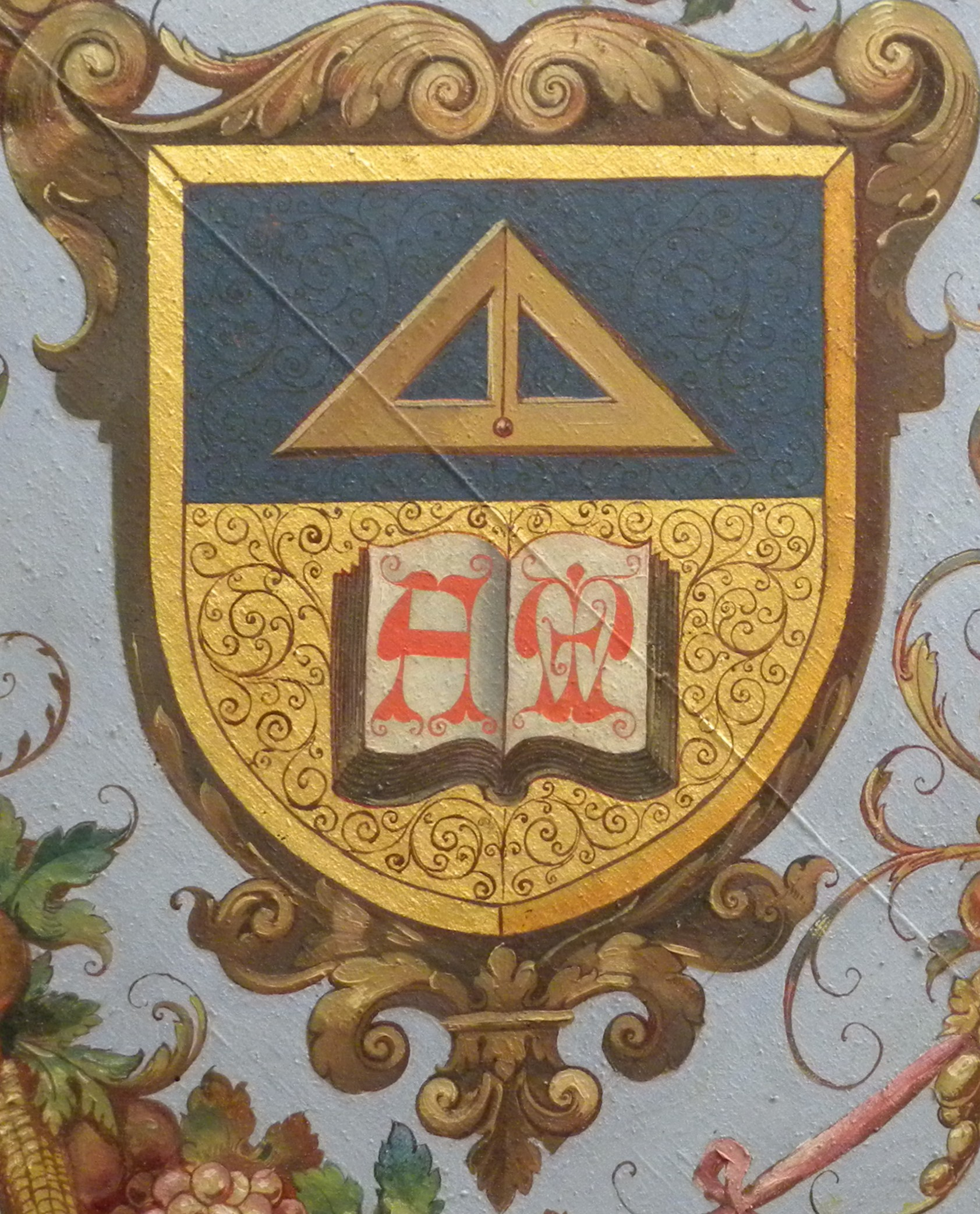
Dankó József Károly címere a pozsonyi Prímási palota kápolnájának a mennyezetén

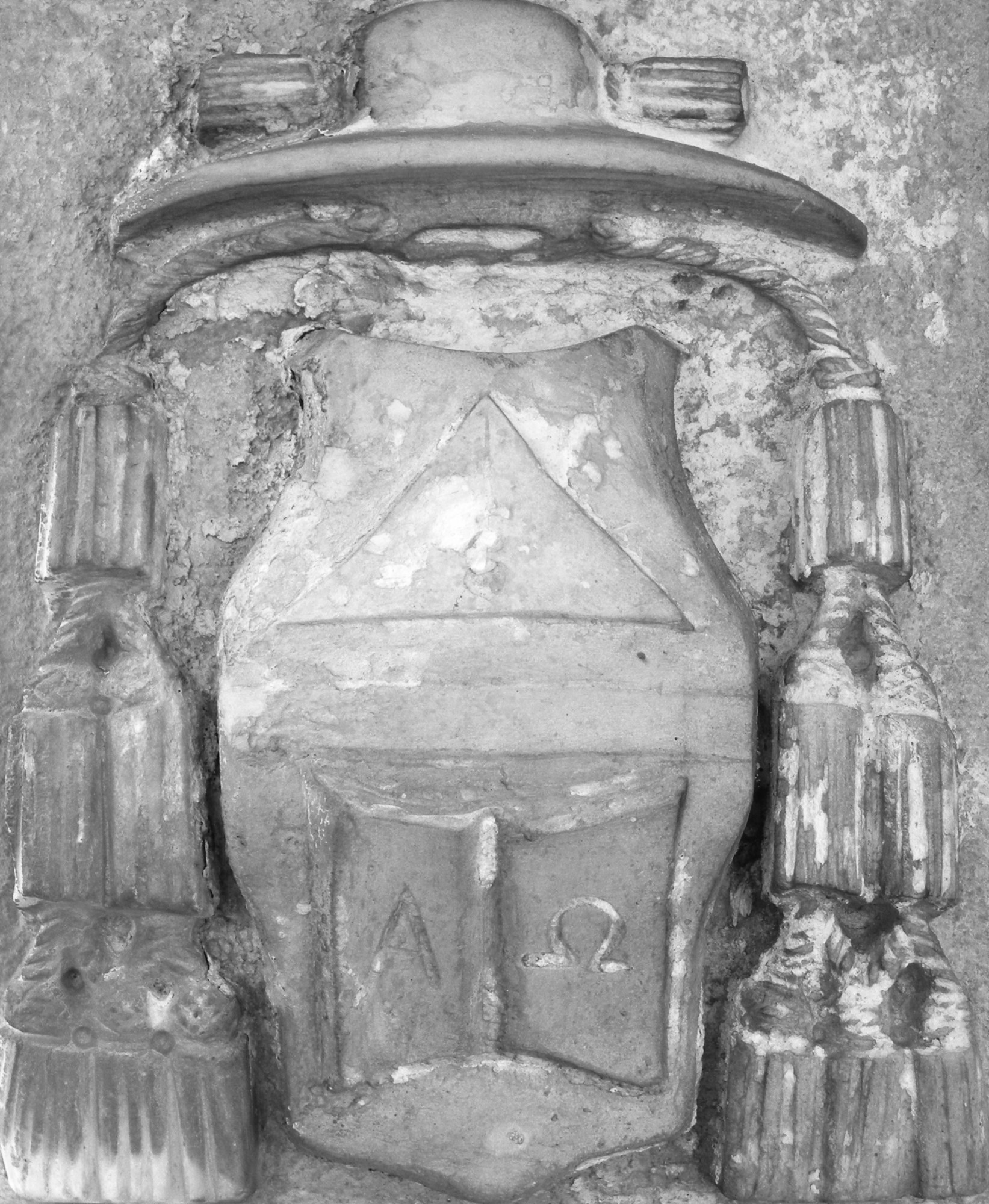
Dankó József Károly címere a pozsonyi Prímási palota homlokzatán

Dankó József Károly (Pozsony, 1829. január 26. – Pozsony, 1895. január 16.) c. püspök, egyháztörténész; a Magyar Tudományos Akadémia levelező tagja (1881).

## Pályája
Dankó Antal építőmester és Kaitler Jozefin fia. A gimnáziumot szülővárosában végezte. 1843-ban az esztergomi főmegyei papok sorába lépett, és a pozsonyi Emericanumba küldték; 1844–1847 között Nagyszombatban bölcseleti és hittani tanfolyamokat hallgatott, majd tanulmányait Bécsben, a Pázmány-papnevelőben folytatta. Tanulmányai befejeztével, 1852 elején áldozópappá szentelték, majd 1854-ben teológiai doktori oklevelet nyert, és a Pazmanaeum tanfelügyelőjévé, 1857-ben tanárává nevezték ki. Közben beutazta Németországot és Svájcot, több egyetemet is meglátogatott. 1858-ban az esztergomi tartományi zsinatnál teológusként működött. 1860-ban a felső papnevelő intézetben tanulmányi kormányzó lett. 1862-ben utazást tett Belgiumban és Hollandiában, 1863-ban huzamosabb időt töltött Velencében. 1864-ben az esztergomi főegyház tiszt. kanonokjává, a következő évben a bécsi egyetem hittani karának dékánjává, 1870-ben a bölcseleti kar igazgatójává és bélakúti apáttá nevezték ki.
Művészeti gyűjteményéből 1871-ben Albrecht Dürer születésének évfordulóján kiállítást rendezett. Mint főegyházi kincstári alőr a kincstárat és a káptalani levéltárat is tanulmányozta. 1874-ben pápai főpap és barsi főesperes lett. Miután letelt a visitatio canonica szabályai szerinti tanársági kötelezettsége, ettől a hivatalától betegsége miatt saját kérelmére fölmentették. Ekkor Olaszországba utazott, ahol Dante műveit és az olasz művészettörténetet tanulmányozta. 1876-ban egészségi okokból újra Olaszországba kellett utaznia, ezért a papnevelő kormányzói tisztétől is megvált. 1877. májusban hazatért Esztergomba, majd 1878-ban Párizsban a nemzeti könyvtárban és a Louvre-ban dolgozott, 1879-ben Firenzében Dantét és az olasz művészetre tett hatását kutatta, dolgozta fel. 1880-ban Németországban végzett művészettörténeti tanulmányokat. 1881 őszén ismét Firenzében folytatta Dante-tanulmányait. 1882-ben grafikai gyűjteményéből az országos könyvkiállításon könyvornamentikai kiállítást rendezett, ez irányban Münchenben és Stuttgartban búvárkodott. Később a főkáptalan a jogügyi bizottság elnöki tisztét bízta rá, a hercegprímás pedig a hittudományi kar igazgatójává nevezte ki. 1886-ban székesegyházi főesperes, 1889-ben Szent Mártonról nevezett pozsonyi prépost, 1890-ben címzetes pristinai püspök, valamint a műemlékek országos bizottságának és a Magyar Tudományos Akadémia irodalomtörténeti bizottságának tagja lett.

## Munkái
- Historia Revelationis Divinae Veteris Testamenti. Vindobonae, 1862. Online
- Constitutiones synodales almae ecclesiae Strigoniensis A. 1450. Strigonii, 1865.
- Hofbauer Kelemen Mária. Hagiographiai vázlat, különös tekintettel a megboldogult viszonyaira magyar nemzethez. Uo. 1865.
- Historia revelationis Divinae Novi Testamenti és De Sacra Scriptura ejusque interpretatione commentarius. Vindobonae, 1867. Három kötet.
- Collationes Fr. Bernardi de Lutzenburgo O. P. De quindecim virtutibus glorios. Virginis Mariae Moguntiae, 1868.
- Győrmegyei Sabaria, Esztergom, 1868. (Különnyomat a Magyar Sionból.)
- Die Erzabtei Martinsberg (Sabaria) der Geburtsort des h. Martinus Turonensis. Wien, 1868.
- Franz X. Dobyaschofski. Eine Federzeichnung. Uo. 1868. (Magyarul is. Uo. 1872.)
- Ehrbahr sei die Ehe in Allem. Trauungsrede. Gran, 1870.
- Esketési beszéd. Uo. 1871.
- Magyar szertartási régiségek Uo. 1871.
- Joannes Sylvester Pannonius (Erdősi) Leben, Schriften und Bekenntniss. Wien, 1871.
- Triplex Corona Divi Josephi. Strigonii, 1871.
- A húsvéti isteni szolgálat a régi magyar egyházban. Uo. 1872. (Németül is, Bécs, 1872.)
- Sanctitas et doctrina d. Thomae Aquinatis. Strigonii, 1874.
- Divum Hieronymum oppido Stridonis in regione interamna (Muraköz) Hungariae A. 331. P. Chr. natum esse. Moguntiae, 1874. (Accedit tabula veteris Pannoniae.)
- De ortu progressuque capellae Bakacsianae commentariolum. Strigonii, 1875.
- Vesperbilder Raphael Santi's und Albrecht Dürer's. Tübingen, 1878. (Különnyomat a Theol. Quartalschriftből.)
- Történelmi, műirodalmi és okmánytári részletek az esztergomi főegyház kincstárából. Esztergom, 1880. (Ism. Századok, Hon 299. sz.)
- Dürer A. fájdalmas férfia. Bpest, 1881.
- Dankó József esztergomi kanonok könyvornamentikai kiállítása. Uo. 1882.
- Albrecht Dürer's Schmerzensmann. Uo. 1882. (Különnyomat az Ungar. Revueből.)
- A francia könyvdísz a renaissance-korban. Ugyanott, 1886. (Akadémiai székfoglaló 1885. április 13. Ism. Nemzet 61. sz. Művészi Ipar 264. l.)
- Quinquagenaria sacerdotii... Joannis Simor, Hungariae primatis metrop. ecclesiae Strigoniensis archiepiscopi. Strigonii, 1886.
- Simor János bibornok herceg-primás a tudományok és művészetek barátja. Emlékkönyv aranymiséjének ünnepére. Uo. 1886.
- Albrecht Dürer: Die vier Temperamente. Gent, 1888.
- Albrecht Dürer's Glaubensbekenntniss. Eine theologischkunstgeschichtliche Studie. Tübingen, 1888.
- Dankó Josephi alloquium quo die 24. dec. 1888. salutavit d. Carolum Bubla el. episcopum Arbensem cum is munus praepositi... adiret. (Addita est brevissima vitae eius descriptio.) Strigonii, 1889.
- Hosius Szaniszló bibornok és életrajzirói. Emléklap arcképével. Uo. 1889.
- Magyar egyházi bibliographiai érdekességek. Az Ordinariusok. Budapest, 1889. (Különnyomat a M. Könyv-Szemléből.)
- Vetus hymniarium ecclesiasticum Hungariae. Budapest, 1893. (A magyarországi középkori latin egyházi költészet alapvető gyűjteménye, középkori latin nyelvű kódexekből).

1881-ben megbízást kapott Simor János bíbornok-prímás és esztergomi érsektől, hogy győri püspöki és esztergomi érseki főpásztorságának idejéből a papsághoz és hívekhez intézett körleveleiből szakszerű kiadást rendezzen. Ez a mű 1883-ban került ki a sajtó alól (Esztergom, öt kötet.)
Műgyűjteménye állt: 75 függőképből; egy jelentős, 379 lapot tartalmazó Dürer-gyűjteményből; régi és újabb mesterek válogatott karcaiból (2702 db); könyvornamentikai részből, a címek, betűk, nyomdászbélyegek, vignettek, könyvtárjegyek (2800 db); mű-fényképekből (2381 db); végül tízezer darabnál gazdagabb arcképgyűjteményből.